# Bouquet
Bouquet er et udtryk, der bruges om en rødvins duft. Hvidvines duft hedder parfum eller aroma. Ordet kommer af fransk, hvor det betyder (blomster-)buket.
| Mad og drikke | Spire Denne artikel om mad og drikke er en spire som bør udbygges. Du er velkommen til at hjælpe Wikipedia ved at udvide den. |